# Liste des vélodromes des États-Unis

## Liste des vélodromes
- Californie
  - Encino Velodrome, Encino.
  - Hellyer Park Velodrome, San José.
  - Velo Sports Center, Carson. 2004

Encino Velodrome

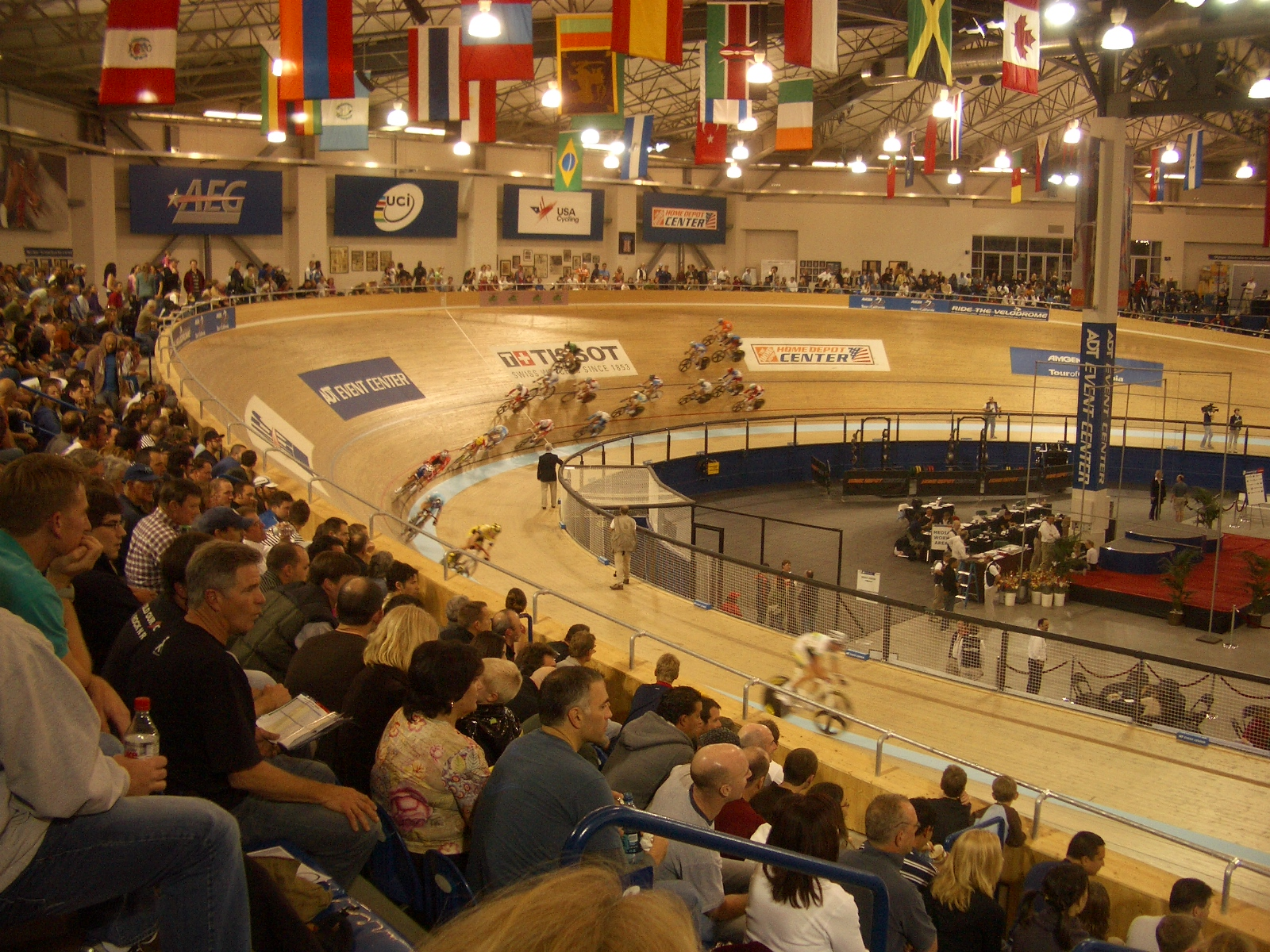
Carson

  - San Diego Velodrome, parc Balboa, San Diego.

- Caroline du Nord
  - Asheville Mellowdrome, Asheville, NC

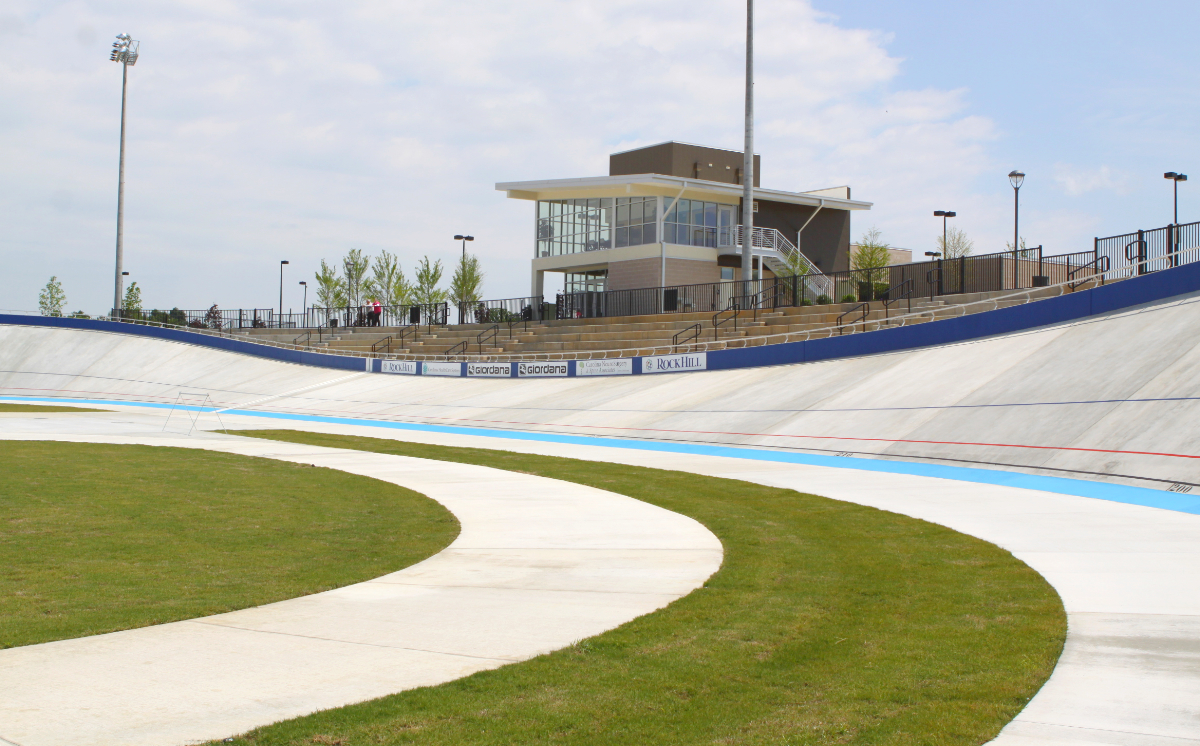
Giordana Velodrome, Rock Hill

- Caroline du Sud
  - Vélodrome Giordana (en), Rock Hill. 2012

- Colorado
  - Boulder Valley Velodrome, Erie.
  - Vélodrome de Colorado Springs (en), Colorado Springs.

- District de Columbia
  - DC Velodrome, Washington

- Floride
  - Brian Piccolo Park Velodrome, Cooper City, Fla.

- Géorgie

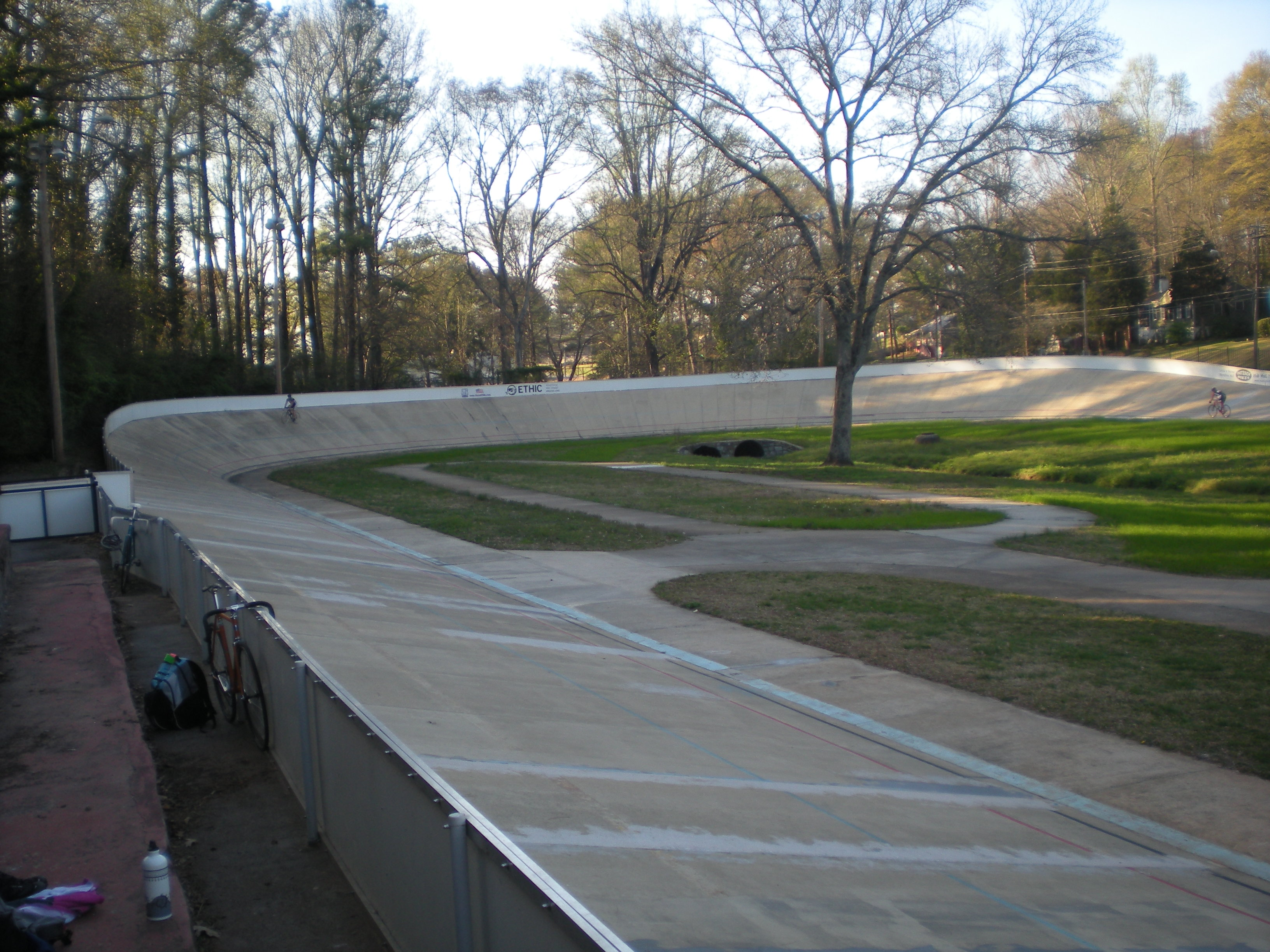
Dick Lane Velodrome

  - Vélodrome Dick Lane (en), East Point, construit en 1974

- Illinois
  - Vélodrome Ed Rudolph (en), Northbrook.
  - Chicago Velo Campus, Chicago, Ill. Construit en 2011.

- Indiana
  - Vélodrome Major Taylor (en), Indianapolis.

- Louisiane
  - Baton Rouge Velodrome, Baton Rouge.

- Michigan
  - International Velodrome à Bloomer Park, Rochester Hills, Mich.

- Minnesota
  - National Sports Center Velodrome, Blaine.

- Missouri
  - Penrose Park Velodrome, Saint-Louis.
- New Hampshire
  - Northeast Velodrome & Cycling Park, Londonderry

- New Jersey
  - Garden State Velodrome, Wall Township, NJ

- New York
  - Kissena Velodrome, Queens, NY

- Ohio
  - Cleveland Velodrome, Cleveland, Ohio

- Oregon

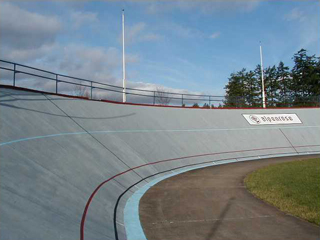
Alpenrose

  - Alpenrose (en) Velodrome, Gresham (Oregon),

- Pennsylvanie
  - Vélodrome de la vallée de Lehigh ou Trexlertown (T-Town) à Breinigsville, en Pennsylvanie, où eurent lieu certaines épreuves de la Coupe du monde de cyclisme sur piste 1997.
  - Island 200 Indoor Velodrome — Pittsburgh, Pa. En construction. Ouverture en 2014.

- Texas
  - Alkek Velodrome, Houston, Texas
  - Superdrome Frisco.

- Washington
  - Marymoor Velodrome, Redmond.

- Wisconsin

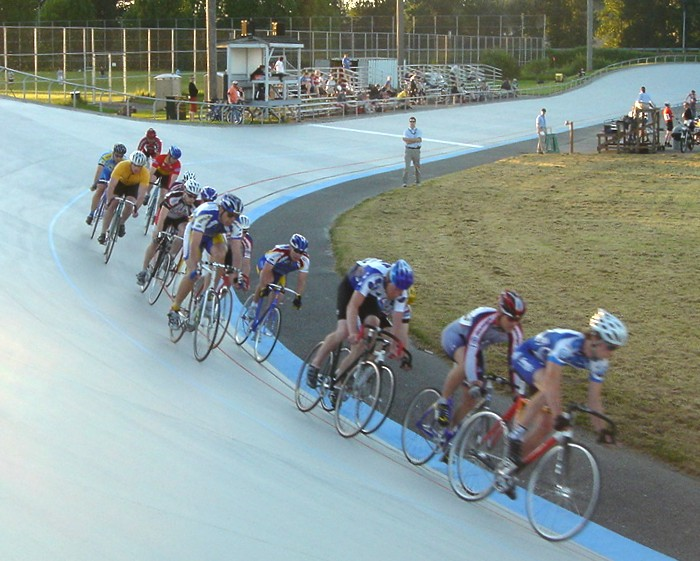
Marymoor Park, Redmond

  - Washington Park Velodrome, Kenosha, Wis.

## Anciens vélodromes
- Californie
  - Vélodrome olympique de Carson, Carson : 1982-2003.

- Connecticut
  - Vélodrome de Hartford
  - Vélodrome de New Haven

- Massachusetts
  - Vélodrome de Boston

- Michigan
- Vélodrome de Dorais Park, Detroit (en), construit en 1967, ouvert en 1969, dernier compétition en 1990.

- New Jersey[1]
  - Asbury Park : 1894
  - Atlantic City Coliseum, entre les avenues du Massachusetts et du Connecticut, non loin de Boardwalk Hall : 1902-1932, outdoor, 1 mile en 7 tours, dédié au demi-fond derrière moto.
  - Vélodrome de Newark (en) New Jersey : 1911-1930, outdoor, Championnats du monde de cyclisme sur piste 1912.
  - Motodrome de Newark, de l'autre côté de la rue du vélodrome, au sud de South Orange avenue, à l'endroit de l'ancienne piste de Vailsburg. Les courses de vélo avaient lieu au vélodrome et au motodrome.
  - Vélodrome de Nutley : outdoor, 1 mile en 7 tours, 45 dégrées, piste en cèdre, 12 000 places, construit en 1933, fermé en 1937
  - Crescent Oval, Plainfield, au coin de Randolph Road et de Hillside Avenue, ouvert en 1894, 1/3 de mile, argile et gravier
  - Vélodrome de Roseville, Newark, New Jersey (en) situé sur Park Avenue, ouverture en 1886, argile et gravier
  - Vélodrome de Somerville : 1940
  - Champ de foire de Trenton : 1893, 1894
  - Vélodrome de Vailsburg, Newark (en) New Jersey, piste en pin, ouvert en 1897, fermé en 1910
  - Champ de foire de Waverly Newark - Weequahic Park (en) : fin des années 1870

- État de New York

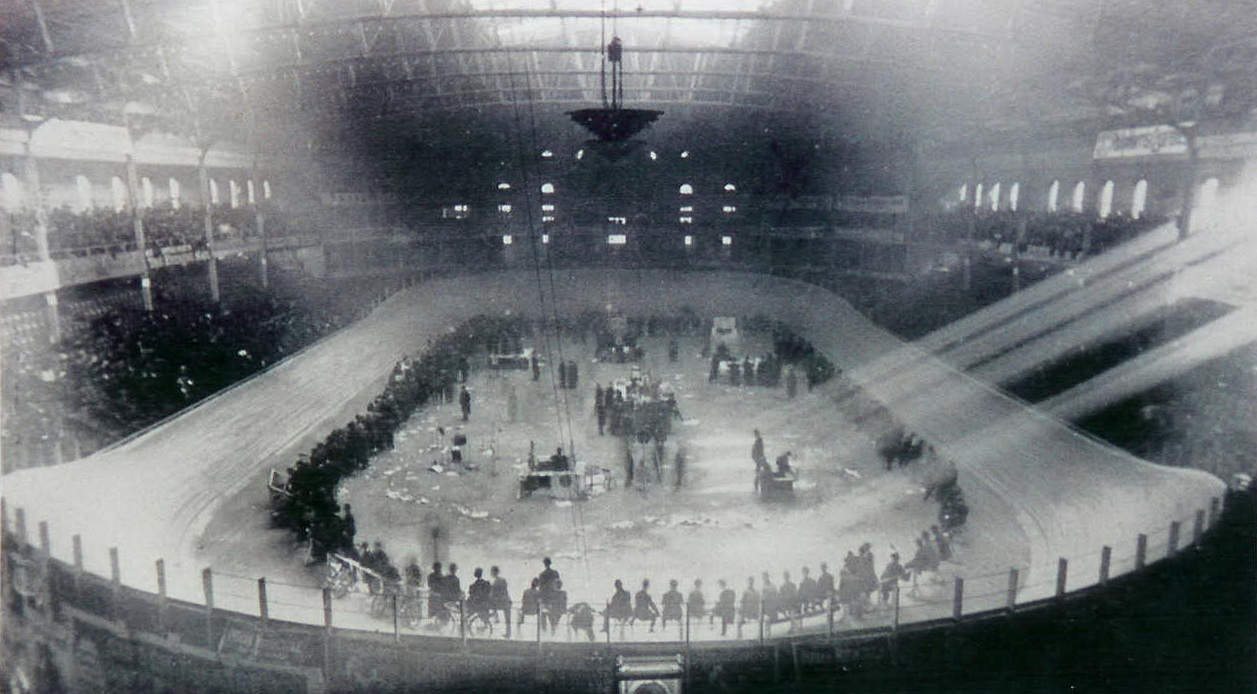
Madison Square Garden 1907

  - Vélodrome de Broadway Arsenal (Broadway "Audtiorium") Buffalo (New York)[2], piste en bois.
  - Vélodrome de Coney island (en), Neptune Avenue & West 12th Street, Brooklyn : construit en 1930, capacité 10.000 places, dernière grand meeting connu : le 4 septembre 1950 ; démoli et remplacé par des immeubles.
  - Madison Square Garden (1879)
  - Vélodrome de New-york (en) ou vélodrome du Bronx, à l'est de Broadway, sur la 225e rue, dans le Bronx : 1922 - 1930, capacité : 23 000 places ; a brûlé le 4 aout 1930 ; site de la Marble Hill Maisons depuis 1951.
  - Vélodrome du 102nd Enginneers Armory (en), à Fort Washington (New York)
  - Piste de Sheepshead Bay, Brooklyn (en) : Ouverture en 1915[3]

- Pennsylvanie
  - Vélodrome de Philadelphie

- Rhode Island
  - Cycledrome (en) de Providence, ouverture le 2 juin 1925, fermé en 1930

- Utah
  - Vélodrome de Salt Lake City